# Saint-Denis-la-Chevasse
Saint-Denis-la-Chevasse là một xã ở tỉnh Vendée trong vùng Pays de la Loire, Pháp. Xã này có diện tích 39,47 kilômét vuông, dân số năm 2006 là 1936 người. Xã này nằm ở khu vực có độ cao trung bình 60 mét trên mực nước biển.

## Biến động dân số
| Năm | 1962  | 1968  | 1975  | 1982  | 1990  | 1999  | 2006  |
| --- | ----- | ----- | ----- | ----- | ----- | ----- | ----- |
| Dân số | 1 533 | 1 548 | 1 471 | 1 432 | 1 543 | 1 665 | 1 936 |
| From the year 1962 on: No double counting—residents of multiple communes (e.g. students and military personnel) are counted only once. |       |       |       |       |       |       |       |